# 澤萊內哈伊 (羅韋尼基區)
48°11′12″N 38°57′40″E / 48.18667°N 38.96111°E
澤莱内哈伊（烏克蘭語：Зелений Гай）是位於烏克蘭東部的村莊，由盧甘斯克州羅韋尼基區的赫魯斯塔利內市鎮負責管轄。該村始建於1953年，面積0.22平方公里，海拔高度236米，2001年人口60，人口密度每平方公里270.3人。